# 斯科特·戴维斯 (足球运动员)
斯科特·戴維斯（英語：Scott Davies；1987年2月27日—）是一位英格蘭足球運動員。在場上的位置是守門員。他現在效力於英格蘭足球甲級聯賽球隊弗利特伍德镇足球俱乐部。他在2010年6月轉會費列活特鎮。

## 外部連結
- 足球数据库：斯科特·戴维斯的球员统计数据